# フラウィウス・オレステス
フラウィウス・オレステス（ラテン語: Flavius Orestes, ? - 476年）は、西ローマ帝国の貴族・将軍。ローマ皇帝ロムルス・アウグストゥルスの父。

## 概要

### フン族の下で
オレステスは、パンノニア管区サウィア属州で裕福なローマ人貴族の家に生まれたとされる。父は西ローマ皇帝ウァレンティニアヌス3世に仕えたタトゥルス、妻はノリクム伯ロムルスの娘バルバリア。
パンノニアがフン族のアッティラに譲渡された後に、オレステスは一族の所領があるパンノニアに残ってアッティラに仕えた。オレステスはアッティラの書記官となり「ロガーデス（卓越した人士）」の一人として重用された。オレステスはウァレンティニアヌス3世に近侍する父タトゥルスや岳父ロムルスを通じて西ローマ帝国との連絡役を務めており、駐フン大使としての側面もあったようだ。449年にはアッティラからテオドシウス2世への特使として同じくアッティラに仕えていたエデコとともにコンスタンティノポリスへ派遣されたことや、父タトゥルスや岳父ロムルスらからなる西ローマ帝国からの使節団を迎え入れたことが記録されている。

### イタリアで
アッティラの死後はイタリアに戻り、西ローマ帝国の諸皇帝に仕えて軍職を累進した。
474年にユリウス・ネポスがローマ皇帝グリケリウスを追放して自ら新たな皇帝を名乗ると、オレステスにはユリウス・ネポスよりパトリキの称号とマギステル・ミリトゥム（軍総司令官）の地位が与えられた。翌475年年、オレステスはユリウス・ネポスに与えられたローマ軍団を率いてガリアへと出発したが、急遽方向を転じてラベンナを襲い、8月28日までにラベンナを占領、ラベンナに皇帝府を置いていたユリウス・ネポスは戦わずしてダルマチアへ逃亡した。10月31日、オレステスは息子のロムルスをローマ皇帝として宣言した。しかし、この皇帝は東ローマ帝国のローマ皇帝ゼノンからも、ゼノンの対立皇帝であるバシリスクスからも承認されなかった。
オレステスはネポスを倒す際に、傭兵達にイタリアの3分の1を領地として与えることを約束していたが、財政的窮乏からヘルール族、スキリア族、テューリンゲン族の傭兵にイタリアの領土を与えることを拒否した。これに不満を抱いた傭兵らは傭兵隊長オドアケルの下に集い、476年8月23日にオドアケルを王であると宣言して蜂起した。オレステスはパヴィーアへ逃亡し、パヴィーアの司教によって匿われた。しかしオドアケルは傭兵らを率いてパヴィーアを襲い、パヴィーアに火を放ち、パヴィーアでは多くの建物が灰燼に帰した。オレステスはパヴィーアから逃れ、イタリア北部に駐留していた少数の生き残った部隊を集め、ピアチェンツァに小さな軍隊を組織した。しかし寄せ集めの帝国軍とオドアケルの傭兵部隊とでは勝負にならず、オレステスは8月28日に捕らえられ、処刑された。彼の息子ロムルス・アウグストゥルスも数週間のうちにラヴェンナで捕らえられ、廃位された。
この出来事は18世紀の歴史家エドワード・ギボンの『西ローマ帝国の滅亡』というロマンチックな記述によって後の世紀の人々に大きな意味が与えられた。しかし現代の学問的見方においては、この出来事はローマ帝国の分裂の過程における重要な段階の一つではあるものの、この出来事が西ローマ帝国の滅亡を意味しているとは考えられていない。一方で、オレステスと彼の息子の敗北は、古代後期から中世初期への移行を区切る出来事としては用いられている。